# Giovanni Pugliese Carratelli

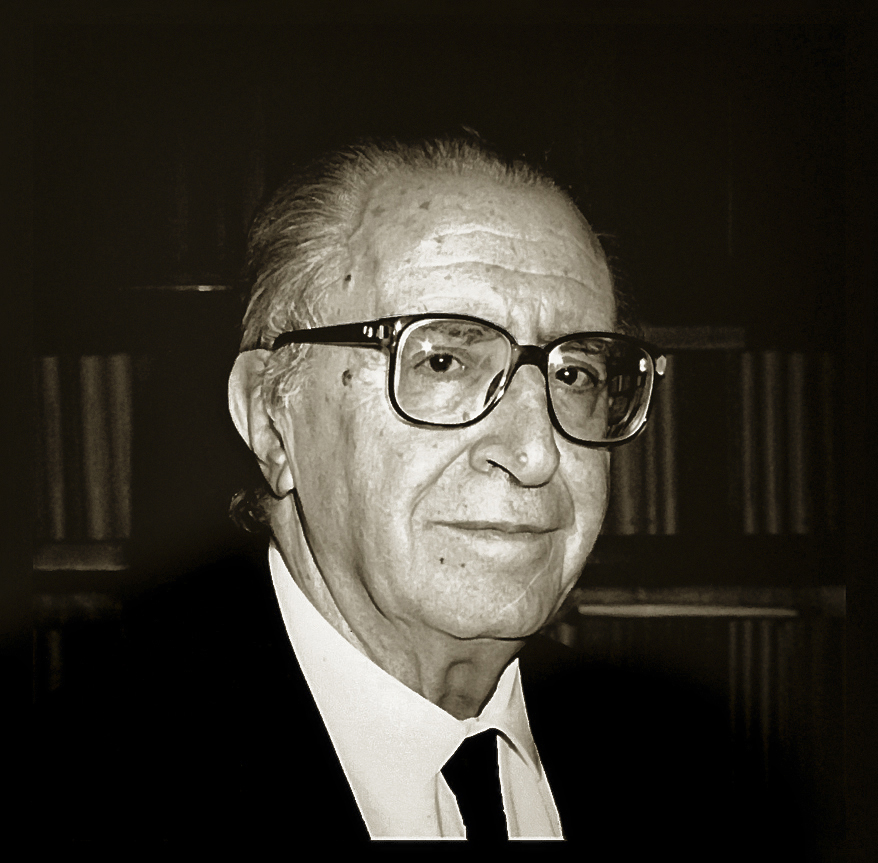
Giovanni Pugliese Carratelli (Foto von Augusto De Luca) (1995)

Giovanni Pugliese Carratelli (* 16. April 1911 in Neapel; † 12. Februar 2010 in Rom) war ein italienischer Althistoriker.
Pugliese Carratelli lehrte Alte Geschichte an den Universitäten von Pisa (1950–54) und als Nachfolger von Giulio Giannelli und Vorgänger von Fiorella Imparati von Florenz (1959–64) sowie ab 1974 an der Scuola Normale Superiore di Pisa, deren Direktor er in den Jahren 1977–1978 war. Außerdem hat er von 1960 bis 1986 das Istituto Italiano per gli Studi Storici geleitet und war seit 1975 Gründungsmitglied des Istituto Italiano per gli Studi Filosofici in Neapel. Er war Mitglied zahlreicher Akademien der Wissenschaften, darunter seit 1962 der Accademia Nazionale dei Lincei.

## Schriften (Auswahl)
- Storia greca, Istituto Editoriale Cisalpino, Milano-Varese 1967 (weitere Aufl. 1972, 1978)
- Scritti sul mondo antico, Macchiaroli, Napoli 1976 (mit Schriftenverzeichnis)
- Sikanie. Storia e civilta della Sicilia greca, Garzanti, Milano 1985 (weitere Aufl. 1986, 1989)
- Umanesimo napoletano, Istituto Italiano per gli Studi Filosofici, Napoli 2011